# (35015) 1981 EO6
(35015) 1981 EO6 es un asteroide perteneciente al cinturón de asteroides, descubierto el 6 de marzo de 1981 por Schelte John Bus desde el Observatorio de Siding Spring, Nueva Gales del Sur, Australia.

## Designación y nombre
Designado provisionalmente como 1981 EO6.

## Características orbitales
1981 EO6 está situado a una distancia media del Sol de 2,625 ua, pudiendo alejarse hasta 3,074 ua y acercarse hasta 2,175 ua. Su excentricidad es 0,171 y la inclinación orbital 7,788 grados. Emplea 1553,44 días en completar una órbita alrededor del Sol.

## Características físicas
La magnitud absoluta de 1981 EO6 es 15,2. Tiene 2,36 km de diámetro y su albedo se estima en 0,348. 